# Goro Shimura
Goro Shimura (志村 五郎, Shimura Gorō) (Hamamatsu, 23 de fevereiro de 1930 – Princeton, 3 de maio de 2019) foi um matemático japonês.
Foi professor jubilado da Universidade Princeton.
Shimura era amigo de Yutaka Taniyama, com quem desenvolveu a Conjectura Taniyama-Shimura, que foi fundamental para Andrew Wiles demonstrar o Último Teorema de Fermat como um caso particular da conjectura.

## Obras

### Livros matemáticos
- Shimura, Goro; Taniyama, Yutaka (1961), Complex multiplication of abelian varieties and its applications to number theory, Publications of the Mathematical Society of Japan, 6, Tokyo: The Mathematical Society of Japan, MR 0125113 Later expanded and published as Shimura (1997)
- Shimura, Goro (1968). Automorphic Functions and Number Theory. Col: Lecture Notes in Mathematics, Vol. 54 Paperback ed. [S.l.]: Springer. ISBN 978-3-540-04224-2
- Shimura, Goro (1 de agosto de 1971). Introduction to the Arithmetic Theory of Automorphic Functions Paperback ed. [S.l.]: Princeton University Press. ISBN 978-0-691-08092-5 - It is published from Iwanami Shoten in Japan.[2]
- Shimura, Goro (1 de julho de 1997). Euler Products and Eisenstein Series. Col: CBMS Regional Conference Series in Mathematics Paperback ed. [S.l.]: American Mathematical Society. ISBN 978-0-8218-0574-9
- Shimura, Goro (1997). Abelian Varieties with Complex Multiplication and Modular Functions Hardcover ed. [S.l.]: Princeton University Press. ISBN 978-0-691-01656-6[3] An expanded version of Shimura & Taniyama (1961).
- Shimura, Goro (22 de agosto de 2000). Arithmeticity in the Theory of Automorphic Forms. Col: Mathematical Surveys and Monographs Paperback ed. [S.l.]: American Mathematical Society. ISBN 978-0-8218-2671-3[4]
- Shimura, Goro (1 de março de 2004). Arithmetic and Analytic Theories of Quadratic Forms and Clifford Groups. Col: Mathematical Surveys and Monographs Hardcover ed. [S.l.]: American Mathematical Society. ISBN 978-0-8218-3573-9
- Shimura, Goro (2007). Elementary Dirichlet Series and Modular Forms. Col: Springer Monographs in Mathematics Hardcover ed. [S.l.]: Springer. ISBN 978-0-387-72473-7
  - Shimura, Goro (28 de dezembro de 2009). Elementary Dirichlet Series and Modular Forms. Col: Springer Monographs in Mathematics Paperback ed. [S.l.]: Springer New York. ISBN 978-1-4419-2478-0
- Shimura, Goro (15 de julho de 2010). Arithmetic of Quadratic Forms. Col: Springer Monographs in Mathematics Hardcover ed. [S.l.]: Springer. ISBN 978-1-4419-1731-7

### Não ficção
- Shimura, Goro (1 de junho de 2008). The Story of Imari: The Symbols and Mysteries of Antique Japanese Porcelain Hardcover ed. [S.l.]: Ten Speed Press. ISBN 978-1-58008-896-1
- Shimura, Goro (5 de setembro de 2008). The Map of My Life Hardcover ed. Berlin: Springer-Verlag. ISBN 978-0-387-79714-4. MR 2442779
  - Shimura, Goro (28 de dezembro de 2009). The Map of My Life Paperback ed. [S.l.]: Springer New York. ISBN 978-1-4419-2724-8

### Artigos selecionados
- Shimura, Goro (2002). Collected Papers. Ⅰ: 1954–1965 Hardcover ed. [S.l.]: Springer. ISBN 978-0-387-95406-6
- Shimura, Goro (2002). Collected Papers. Ⅱ: 1967–1977 Hardcover ed. [S.l.]: Springer. ISBN 978-0-387-95416-5
- Shimura, Goro (2003). Collected Papers. Ⅲ: 1978–1988 Hardcover ed. [S.l.]: Springer. ISBN 978-0-387-95417-2
- Shimura, Goro (2003). Collected Papers. Ⅳ: 1989–2001 Hardcover ed. [S.l.]: Springer. ISBN 978-0-387-95418-9